# Cserépváralja, Borsod-Abaúj-Zemplén
Cserépváralja este un sat în districtul Mezőkövesd, județul Borsod-Abaúj-Zemplén, Ungaria, având o populație de 425 de locuitori (2011). 

## Demografie
Componența etnică a satului Cserépváralja
     Maghiari (100%)
Componența confesională a satului Cserépváralja
     Romano-catolici (73,18%)
     Fără religie (3,76%)
     Reformați (1,41%)
     Necunoscută (21,65%)
Conform recensământului din 2011, satul Cserépváralja avea 425 de locuitori. Din punct de vedere etnic, majoritatea locuitorilor (100,0%) erau maghiari.  Din punct de vedere confesional, majoritatea locuitorilor (73,18%) erau romano-catolici, existând și minorități de persoane fără religie (3,76%) și reformați (1,41%). Pentru 21,65% din locuitori nu este cunoscută apartenența confesională.